# المقيبرة (ذي السفال)

تعديل مصدري - تعديل

المقيبرة محلة تابعة لقرية الذنبة، التابعة لعزلة العداني بمديرية ذي السفال إحدى مديريات محافظة إب في الجمهورية اليمنية، بلغ تعداد سكانها 490 حسب تعداد اليمن لعام 2004.